# آسانو ناگاماسا
آسانو ناگاماسا (به ژاپنی: 浅野 長政 Asano Nagamasa)

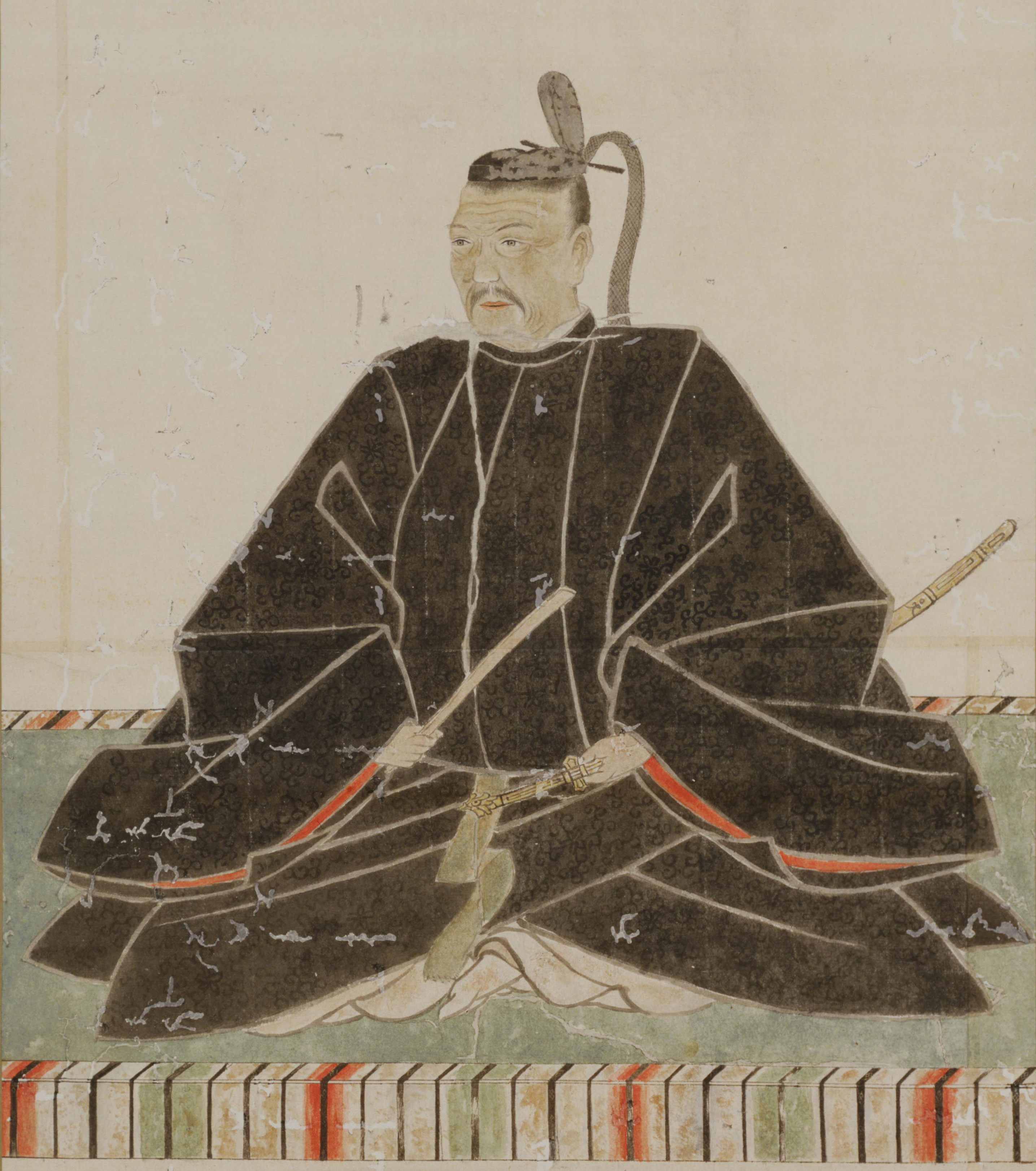
آسانو ناگاماسا

(۱۵۴۶ – ۲۹ مه ۱۶۱۱) یک دایمیو در دوره سنگوکو بود. او توسط تویوتومی هیده‌یوشی به عنوان یکی از اعضای گو-بوگیو انتخاب شد.